# 高間邦男
高間 邦男（たかま くにお）は、日本の経営コンサルタント。人材開発や組織戦略を専門とする。ヒューマンバリュー代表取締役。

## 経歴
明治大学商学部卒。在学中に結婚し、事務所や青果市場で働く経験をする。学生時代にシンクタンクでアルバイトをしたことから産業能率大学総合研究所に勤務する。1985年にヒューマンバリューを設立（当初は有限会社）。

## 著書
- 『学習する組織』光文社〈光文社新書〉、2005年
- 『組織を変える「仕掛け」』光文社〈光文社新書〉、2008年
- 『あなたの中の「変える」チカラ』ダイヤモンド社、2010年